# Gestionnaire de fichiers
Un gestionnaire de fichiers présente les fichiers informatiques situés sur une ou plusieurs machines, affiche des informations sur eux (nom, taille, aperçu...), permet de trier leur présentation et d'effectuer sur eux quelques opérations, individuellement ou en les groupant. Il permet aussi la création et la suppression de fichiers et de répertoires.
Travaillant le plus souvent dans une interface graphique, il permet aussi ouverture, visualisation, impression, renommage, déplacement ou copie, la suppression, affichage et modification de propriétés et recherche de fichiers. 
Une option permet souvent d'afficher les fichiers sous forme d'arborescence ou de colonnes de Miller.
Plusieurs gestionnaires de fichiers reprennent par commodité pour l'utilisateur des fonctions similaires aux navigateurs web : flèches de navigation (précédent/suivant). Certains offrent un support de protocoles réseaux permettant le partage de fichiers entre ordinateurs, comme FTP, Samba, ou encore NFS.

## Exemples de gestionnaires de fichiers
- 2xExplorer
- Dolphin
- A43

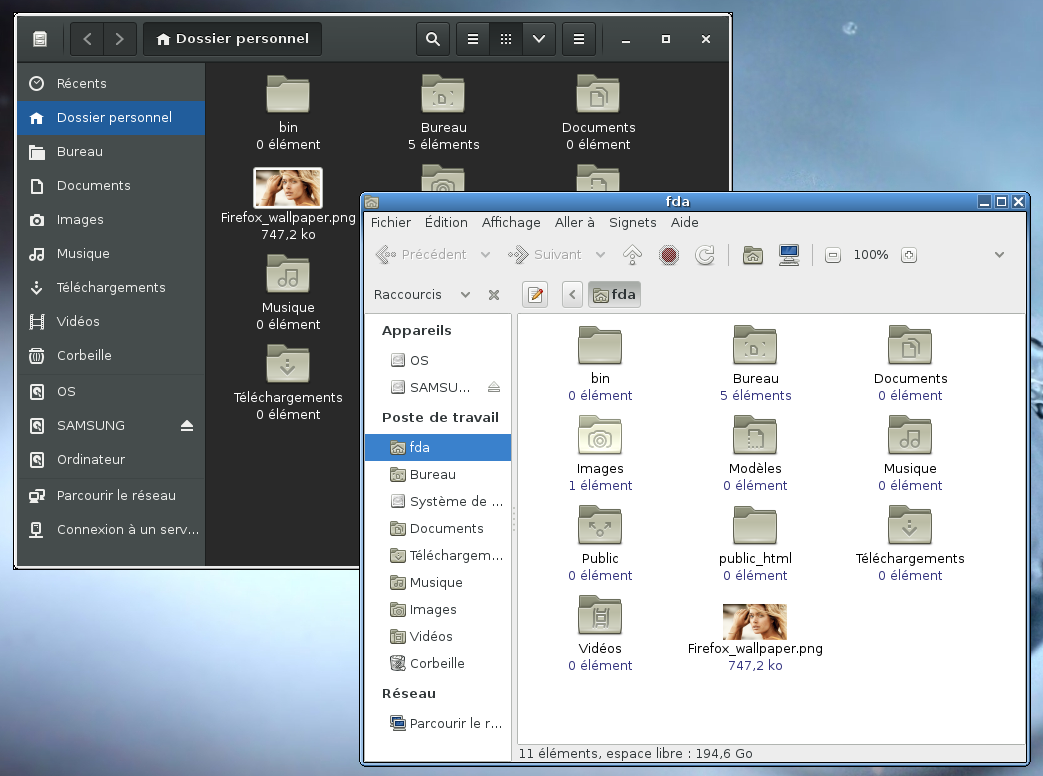
Exemple de coexistence de deux gestionnaires de fichiers (ici Nautilus et Caja) sous Linux (Open SuSE 14.2 Mate). On voit que la coexistence fonctionne, mais que les présentations ne sont pas automatiquement assorties.

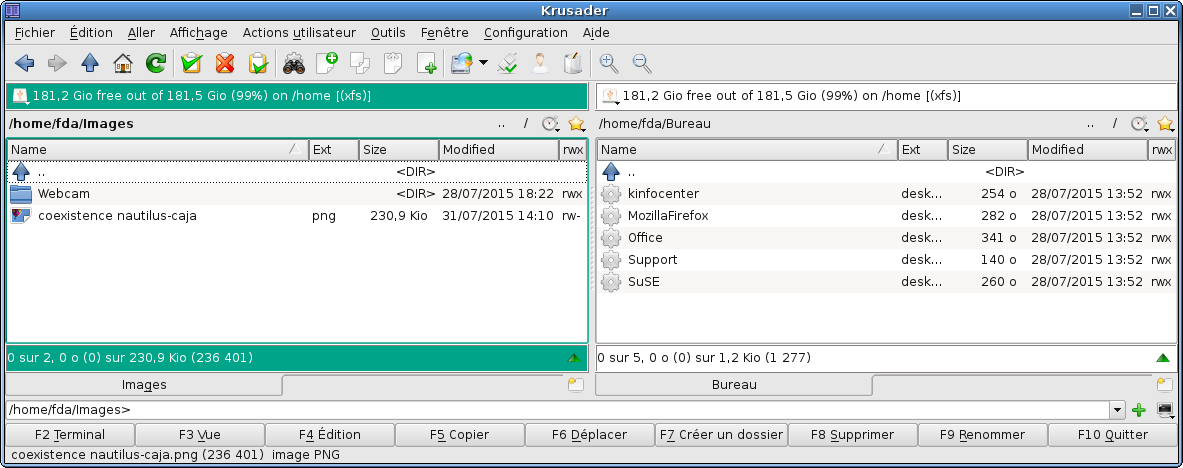
Le gestionnaire de fichiers krusader dans son mode de fonctionnement par défaut, avec deux fenêtres pour faciliter les déplacements de répertoires et copies.

- Caja, gestionnaire de fichiers de MATE
- CubicExplorer
- Directory Opus (en)
- Dolphin
- DOS Shell (en)
- emelFM2
- Endeavour Mark II
- Explorateur Windows
- Far Manager
- Windows File Manager
- FileMatrix
- Finder (Mac)
- FreeCommander
- Frigate
- gentoo (file manager) (en)
- GNOME Commander
- Indigo Magic
- Konqueror, de KDE, à la fois explorateur de fichier et navigateur web.
- Krusader, de KDE également, qui gère les fichiers compressés comme des répertoires
- Magellan Explorer
- Midnight Commander, à double zone et fonctionnant en mode texte
- muCommander (en)
- Multi Commander
- MyFinder
- Nautilus, de Gnome, qui fut l'un des premiers à permettre le zoom par Crtl+molette de souris.
- Nemo, venant de Cinnamon et visant à réparer une régression de Nautilus.
- Norton Commander
- PCManFM, qui allie légèreté et extrême rapidité, mais au prix de quelques renoncements
- PowerDesk
- ranger
- ROX-Filer
- Total Commander
- Thunar, qui vient d'Xfce
- Tux Commander
- VFU File Manager
- ViewMAX (en)
- Volkov Commander (en)
- X File Explorer
- Xfm
- Xplorer²
- XTree (en)
- XYplorer (en)
- Dimension File Manager

L'interopérabilité et la modularité de Linux permettent d'utiliser dans un environnement de bureau un gestionnaire de fichiers prévu pour un autre. Une pratique prudente est cependant de ne l'installer qu'en complément - et non en remplacement - du gestionnaire de fichiers par défaut, pour deux raisons :
- Le gestionnaire de fichiers par défaut est informé des paramètres esthétiques de son gestionnaire de fenêtres de référence et s'y conforme : position des boutons, polices, tailles, thème et couleurs. Ce n'est pas nécessairement le cas des autres.

- Le gestionnaire de fenêtres par défaut tient pour acquis que le gestionnaire de fichiers par défaut est présent, et son nom y est parfois codé "en dur" (dans une variable statique).